# Karolina Karlowna Pawlowa

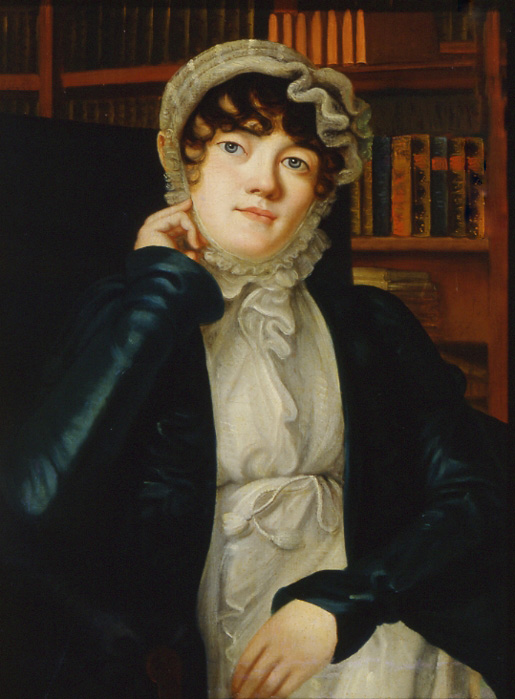
Karolina Pawlowa. Porträt von Wassili Fjodorowitsch Binemann (1830)

Karolina Karlowna Pawlowa (russisch Кароли́на Ка́рловна Па́влова; * 10. Julijul. / 22. Juli 1807greg. in Jaroslawl; † 2. Dezemberjul. / 14. Dezember 1893greg. in Hosterwitz bei Dresden) war eine russische Dichterin, Schriftstellerin, Übersetzerin und Malerin. Bekannt wurde sie unter anderem durch ihre Übersetzungen von Werken der russischen Literatur ins Deutsche und Französische sowie ihre Übertragungen westeuropäischer Werke ins Russische und andere Sprachen.

## Leben
Die Schriftstellerin wurde als Tochter des deutschen Arztes Karl Jaenisch im russischen Jaroslawl geboren. Neben Russisch und Deutsch beherrschte sie auch Französisch, Englisch und Italienisch.
Als 19-Jährige lernte Karolina Jaenisch 1826 in Moskau den polnischen Nationaldichter Adam Mickiewicz kennen, der jungen Damen damals polnischen Sprachunterricht erteilte, und sie verliebte sich in den in russischer Verbannung lebenden Poeten. Ihre Zuneigung wurde jedoch nicht erwidert. Überliefert sind ein Abschiedsgedicht, das Mickiewicz Karolina Jaenisch 1829 vor seiner Abreise aus Russland widmete, sowie ein kurzer Briefwechsel. Als Malerin schuf Karolina Jaenisch zudem zwei Porträts des polnischen Dichterfürsten.
Als Karolina Jaenisch acht Jahre später den liberalen russischen Schriftsteller Nikolai Pawlow heiratete, war sie durch eine Erbschaft bereits zu einem größeren Vermögen gelangt. Nachdem ihr Ehemann den Reichtum im Kartenspiel vergeudet hatte, verließ er sie.
Karolina Pawlowa widmete sich während ihrer unglücklichen Ehe der Schriftstellerei und führte daneben in Moskau einen literarischen Salon. Nach der Scheidung von Nikolai Pawlow, der auf Betreiben ihres Vaters mit einem Jahr sibirischer Verbannung bestraft wurde, ließ sie sich zunächst im estnischen Dorpat und später in St. Petersburg nieder.
Eine Europareise führte Karolina Pawlowa unter anderem nach Konstantinopel, wo Mickiewicz 1855 verstorben war. 1858 ließ sie sich in Dresden nieder – der Stadt, in der Adam Mickiewicz ihr einst ein Treffen versprochen hatte. Hier wohnte sie zunächst im Hôtel de Pologne. Karolina Pawlowa freundete sich mit der Schriftstellerin Claire von Glümer (1825–1906) an, welche sich 1859 mit ihrer Freundin Auguste Scheibe in Dresden niedergelassen hatte. Claire von Glümer lernte schnell die russische Sprache und trat bald als Übersetzerin von Werken Turgeniews und Tolstois an die Öffentlichkeit.
Bis zu ihrem Tode in Dresden 1893 soll Karolina Pawlowa einen Ring getragen haben, den Mickiewicz ihr geschenkt hatte.

## Literarisches Werk
Karolina Pawlowa wird als die bedeutendste russische Schriftstellerin des 19. Jahrhunderts angesehen. Ihr hauptsächlich lyrisches Werk umfasst Gedichte, Balladen, Elegien und Poeme. Bekannt wurde sie jedoch durch den in Prosa und Versform verfassten Roman Das Doppelleben, in dem sie das Leben einer jungen Frau zwischen zwei Welten beschreibt – einer nächtlich erträumten Welt, die von Liebe und Phantasien erfüllt ist, und der Welt des Alltags, die durch eine erzwungene Vernunftehe bestimmt wird.
Daneben übersetzte sie Fragmente aus Mickiewicz' Konrad Wallenrod sowie ein Sonett und eine Ballade des Dichters ins Deutsche. Anerkennung fand sie auch mit ihrer Übertragung der Jungfrau von Orléans ins Französische (1839) und Heinrich Heines Lorelei ins Russische.
Die lyrischen Werke von Karolina Pawlowa beschäftigen sich vor allem mit der Tragik des romantischen Dichtergenies, das aufgrund seiner künstlerischen Berufung immer mehr vereinsamt – ein Motiv, das vor allem auf die Romantiker Puschkin und Mickiewicz Bezug nimmt. Gleichermaßen romantisch idealisiert werden die Probleme einer Frau in einer von Männern beherrschten Welt, während die Gedichte, die die unerfüllte Liebe zu Mickiewicz behandeln, von Trauer und dem vergeblichen Bemühen, über die Enttäuschung hinwegzukommen, diktiert sind. Noch nach zwanzig Jahren erinnert sich die Dichterin an den Tag, an dem sie dem jungen polnischen Literaten ihre Liebe gestanden hatte. In späteren Werken wird Mickiewicz zu einer Erscheinung, einer Vision und einem Idol, das sie vergebens zu überwinden sucht.